# Учхити
Учхити (груз. უჩხითი) — село в Кедском муниципалитете Грузии.

## География
Село находится на долине реки Аджарисцкали, на расстоянии в 18 километрах от посёлка городского типа Кеда, административного центра муниципалитета. Абсолютная высота — 400 метров над уровнем моря.

## Население
По данным переписи населения 2014 года, в селе проживает 260 человек.
| Год  | Население | Мужчины | Женщины |
| ---- | --------- | ------- | ------- |
| 2002 | 337       | 174     | 163     |
| 2014 | ↘260      | 141     | 119     |